# Шайдрово
Шайдро́во — бывшая деревня, вошедшая в состав Москвы при её расширении в 1960 году. Находилось на правом берегу реки Москвы и Чертановки, в районе современных улиц Кошкина, Кантемировской, Медиков, Кавказского бульвара.
Название деревни в различных источниках весьма разнообразно: Шайдрово (XX век), Шадрова (XIX век), Шайдарова, Шайдорова (XVIII век), Шандрова, Шайдурова (XVII век)

## История

### Шайдрово в XVII—XVIII веках
Пустошь Шайтурово в Ратуеве стану Московского уезда на речке на Городне упоминается в ввозной грамоте царя Василия Ивановича Шуйского за 1606 г. Однако в этом источнике есть ссылки на более ранние источники, что позволяет утверждать, что на сегодняшний день история деревни Шайдрово (пустоши) из всех деревень (пустошей) окрестностей Царицыно оказывается одной из самых древних. Первый письменный источник, на который ссылается ввозная грамота царя Василия Ивановича Шуйского, - «Книга письма и меры Елизарья Сабурова с товарищи за 94 г.» (1586 г.).
Первым известным владельцем этих мест был Алексей Тимофеевич Борзецов, который в 20—40-е годы XVII века служил головой при постройке Можайска, был воеводой на Вятке и приставом при иноземных послах. В 1646 году в «селце Шайдурове на речке на Чертановке» у него имелись двор вотчинника и один крестьянский двор.
В 1657 году деревня уже находилась во владении у Семёна Лукьяновича Стрешнева. В 1666 году она перешла к его вдове Марье Алексеевне Стрешневой, в связи с чем была составлена опись:
Отказано боярыне вдове Марье Алексеевне после мужа её... вотчина в Московском уезде села Коломенского... деревня Шайдорово, а Борзецово тож, а в ней шесть дворцов крестьянских, людей в них дватцать два человека, да к той же деревне Шайдарове пустошь Полянка на врашке, пустошь Высокуша на речке на Городенке, пустошь Гришкина на речке на Городенке, пустошь Тарас, а Сума тож, на врашке, пустошь Гривенки на врашке, пустошь Чаусова на речке на Городенке.
В 1673 году после её смерти деревня поступила в Приказ Большого Дворца. Судя по переписной книге 1678 года, здесь значилось 7 дворов и 21 житель.
В 1682 году Шайдрово вместе со всей Черногрязской вотчиной досталось боярину Ивану Фёдоровичу Стрешневу «по родству, чем владел наперед сего брат его» С. Л. Стрешнев. К тому времени в деревне числилось 6 дворов с 20 душами мужского пола, а также 13 крестьян значились в бегах. Однако в 1686 году вотчина Стрешнева перешла к князю Алексею Васильевичу Голицыну, сыну знаменитого князя Василия Васильевича Голицына, фаворита царевны Софьи Алексеевны.
В 1689 году, после падения правительства Софьи, Шайдрово и другие владения Голицыных были конфискованы. В Дворцовом ведомстве деревня находилась до 1712 года, пока не была пожалована князю Дмитрию Кантемиру. После его смерти имение было разделено между его наследниками, а четвёртую часть получила его вдова княгиня Анастасия Ивановна (урожденная Трубецкая). Позднее деревня принадлежала другим Кантемирам и князю И. А. Трубецкому.
При устройстве Царицынской усадьбы Екатерина II выкупила деревню Шайдрово у обоих её совладельцев — князей С. Д. Кантемира и И. А. Трубецкого. По землям деревни был проложен Царицынский проспект — царская подъездная дорога, соединившая Царицыно с Коломенским.

### Шайдрово в XIX — начале XX века
Деревня находилась в 8 км от Серпуховской заставы, где находился ягодный рынок, что обусловило развитие крестьянами садоводства. В статистическом описании Царицынской волости 1839 года о Шайдрове говорилось:
…в 10 верстах от Москвы, расположена на правом берегу речки Чертановки на скатистом месте, в ней 100 ревизских душ. Грунт земли суглинистый, крестьяне занимаются хлебопашеством, огородничеством и садоводством.
После крестьянской реформы крестьяне получили в надел все земли (320 десятин), которые были у них в пользовании. В каждом хозяйстве имелись сады: в начале XIX века — яблоневые, а в конце века уже состояли из различных культур. Здесь, как и в соседних деревнях, изготавливали гильзы папирос, чем занимались 27 женщин и детей из 17 домов. Рабочий сезон длился 35 недель, с сентября по июнь, за это время работавшие в среднем получали 75 рублей 95 копеек на двор.
К концу XIX века в деревне имелось 58 хозяйств с населением в 301 человек. Однако в хозяйственной жизни произошли некоторые изменения, вызванные непоправимым уроном яблоневым садам от заморозков 1869 года. Поэтому к 1912 году яблоню вытеснила вишня (48,3% всех садовых посадок) и малина (44,38%). Повторявшиеся периодически заморозки и нашествия вредителей, подрыв конкурентоспособности подмосковных хозяйств, связанный с проведением в 1866 году Курской железной дороги и подвозом по ней ранних ягод в столицу, заставили крестьян искать новые источники доходов. Поэтому с начала XX века здесь быстро распространилась клубника, выгодная из-за своего раннего созревания.
В 1900 году в Шайдрове отменили общественное трёхполье, в связи с чем большая часть хозяйств перешли на выращивание картофеля и уже 10 лет спустя его посадки занимали 66,3 % всей посевной площади. Регулярное использование земли под посадку одной культуры привело к истощению почвы, что вынудило возить удобрения из Москвы, так как собственных уже не хватало. Для увеличения посадочной площади происходила распашка заводей по речке Чертановке, вырубались сады, под посадку овощей использовали полевую землю. Крестьяне также занимались продажей в летний период молока и яиц в соседнем Царицыно.
К 1926 году в деревне числились 87 хозяйств, в которых проживали 436 человек. В деревне охотно селились дачники, привлекаемые сюда удобством сообщения с Москвой, обилием ягод, живописным прудом. В 1930-е годы в Шайдрово был создан колхоз им. Л. М. Кагановича. Позже Шайдрово вместе с Хохловкой, Ближним Беляевом и Дьяковом объединились в один колхоз, а после укрупнения и объединения с селом Борисово здесь образовался единый большой многоотраслевой колхоз, получивший имя В. И. Ленина.

### В составе Москвы
В 1960 году деревня вошла в состав Москвы при её расширении. Близлежащая территория была отнесена к Москворецкому району Москвы. После 1969 года территория отошла к Советскому району.
В 1977 году деревня была снесена.
После административной реформы 1991 года территория, где ранее располагалась деревня, вошла в состав района Царицыно.